# Älska mig (TV-serie)
Älska mig är en svensk dramakomedi-serie, vars första säsong på sex avsnitt hade premiär på Viaplay den 11 oktober 2019. Serien är skapad och regisserad av Josephine Bornebusch, som även skrivit manus. Serien fick en andra säsong hösten 2020. Programmet vann Kristallen 2020 i kategorin årets tv-drama.

## Handling
Handlingen i Älska mig kretsar kring en familj och deras vardagsbekymmer. Familjen består av syskonen Clara (Josephine Bornebusch) och Aron (Gustav Lindh) och deras föräldrar Kersti (Ia Langhammer) och Sten (Johan Ulveson). 

## Rollista (i urval)
| - Josephine Bornebusch – Clara - Johan Ulveson – Sten - Gustav Lindh – Aron - Sverrir Gudnason – Peter - Dilan Gwyn – Elsa - Sofia Karemyr – Jenny | - Nina Zanjani – Sasha - Görel Crona – Anita - Ia Langhammer – Kersti - Christopher Wagelin – Vincent - Edvin Ryding – Viktor - Henrik Schyffert – Thomas |